# Vive la fortune
Pour plus de détails, voir Fiche technique et Distribution.
Vive la fortune (Get Rich Quick) est un court métrage d'animation américain des studios Disney avec Dingo, sorti le 31 août 1951.

## Synopsis
Dingo, ici sous le nom de George Geef, tente de gagner à un jeu d'argent. Mais sa femme est contre ce type de jeu... Jusqu'au jour ou il gagne le jackpot.

## Fiche technique
- Titre original : Get Rich Quick
- Titre français : Vive la fortune
- Série : Dingo
- Réalisation : Jack Kinney
- Scénario : Dick Kinney, Milt Schaffer
- Décors : Ray Huffine
- Animation : Ed Aardal[2], Hugh Fraser, George Nicholas, John Sibley
- Effets d'animation : Jack Boyd
- Production : Walt Disney
- Société de production : Walt Disney Productions
- Société de distribution : RKO Radio Pictures et Buena Vista Pictures
- Format : Couleur (Technicolor) - 35 mm - 1,37:1 - Son mono  (RCA Sound System)
- Durée[2] :  6 min 43 s
- Langue :  Anglais
- Pays de production:  États-Unis
- Dates de sortie :
  - États-Unis : 31 août 1951[3]

## Voix originales
- Pinto Colvig : Dingo
- John McLeish : le narrateur

## Voix françaises

### 1erdoublage (années 1980)
- Jacques François : le narrateur
- Roger Carel : Dingo (George Geef)
- Claude Chantal : la femme de Dingo
- Roger Carel, ??? : Voix additionnelles

### 2edoublage (1987)
- Michel Elias : le narrateur
- Jean-Claude Donda : Dingo (George Geef)
- Vincent Violette : Voix additionnelles

### 3edoublage (1990)
- Hervé Jolly : le narrateur
- Gérard Rinaldi : Dingo (George Geef)
- Claude Chantal : la femme de Dingo

## Commentaires
Dingo porte ici pour une nouvelle fois le pseudonyme de George Geef, après Guerre froide et On jeûnera demain (1951).

## Titre  en différentes langues
- Suède : Jan Långben tar chansen

Source : IMDb

## Sorties DVD
- Les Trésors de Walt Disney : L'Intégrale de Dingo.